# وزوار

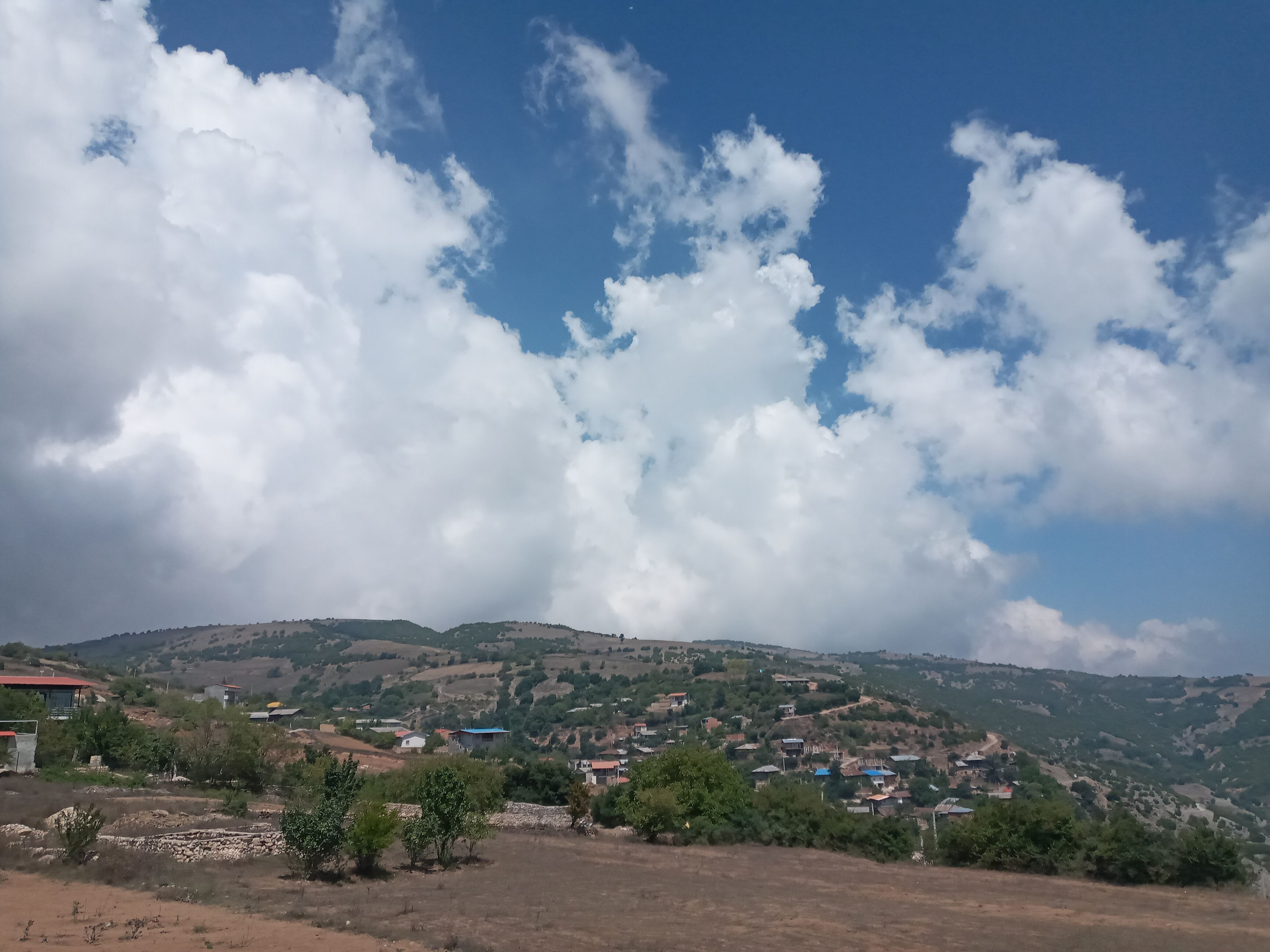
دورنمایی از روستای وزوار

وِزوار، روستایی است از توابع بخش مرکزی شهرستان گلوگاه در استان مازندران ایران .
روستای وزوار در منطقه هزارجریب شهرستان گلوگاه در دامنه جنگل واقع شده است که سابقه آن برمیگردد به سالهای (61) هجری قمری بعد از واقعه کربلا .
در واقعه کربلا و به شهادت رسیدن حر بن یزید ریاحی و به علت هرج مرج در سرزمین عراق و خطر برای فرزندان حر حضرت امام زین العابدین (ع) امان نامه ای با دستخط مبارک به همراه یک قبضه شمشیر و یک عدد کلاهخود و یک عدد زره فرزندان حر را به سرزمین ایران فرستاد که فرزندان حر به روستای کنونی وزوار آمده و سکنی گزیدند که به این ترتیب روستای وزوار شکل یافته است که در این مورد از عالمان زیادی استعلام و استفتاح شده است که همگی مورد فوق را تایید نموده‌اند .

## چطور به روستای وزوار گلوگاه برسیم؟

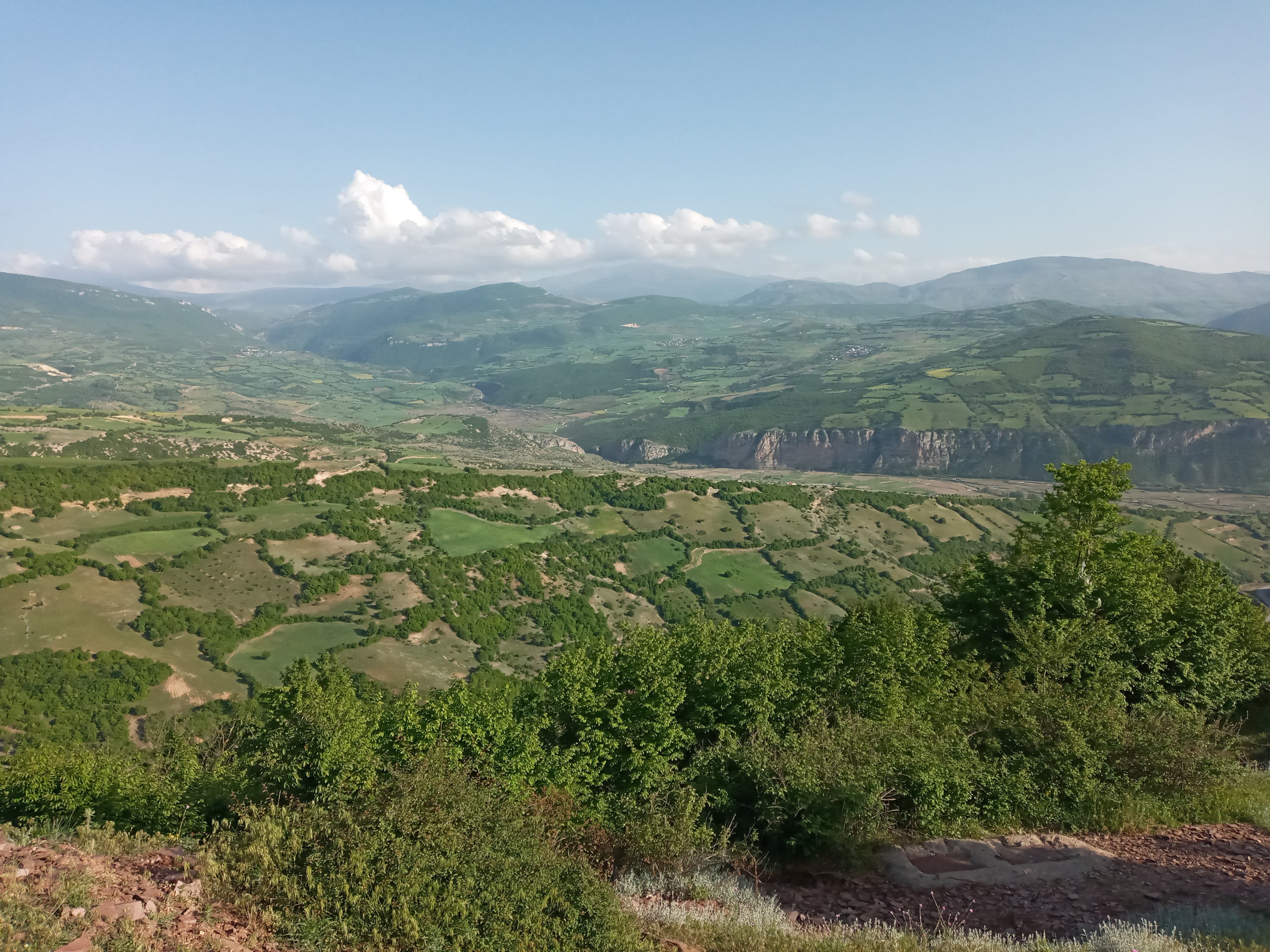
طبیعت روستای وزوار در بهار

از نوکنده تا گلوگاه ۱۹ و تا گرگان ۴۷ کیلومتر راه دارید. برای رسیدن به وزوار، باید اول از همه به شهر جدید «نوکنده» در غرب استان گلستان برسید. از نوکنده وارد جاده قدیم گلوگاه به گرگان یا به قول محلی ها جاده ی رضاشاهی شوید. در این جاده وقتی در سمت راست جاده به فرعی روستای «تلور» رسیدید که با تابلوی راهنما مشخص شده، به سمت جنوب بپیچید تا به روستای وزوار برسید. 

## خرید
پاییز هزارجریب مثل بیشتر روستاهای ایران، وقت برداشت محصولات کشاورزی و باغی است. شیر، ماست، کره، کشک و تخم مرغ از محصولات معمول وزوار است. غیر از اینها، آب زرشک کوهی، رب ازگیل کوهی که اهالی به آن «کاندس ترشی» می گویند و نوعی گلابی کوهی به نام «تلكا» و همین‌طور سیر و عدس کوهی را هم می توانید به فهرست خریدتان اضافه کنید.

## جمعیت
روستای وِزوار در دهستان توسکاچشمه قرار دارد و براساس سرشماری مرکز آمار ایران در سال ۱۳۸۵، جمعیت آن ۳۳۱ نفر (۱۰۴خانوار) بوده‌است. مردم وزوار از قومیت طبری هستند که ریشه آن به قوم آمارد و قوم تپوری می‌رسد. مردم وزوار به زبان طبری (مازندرانی)  سخن میگویند. سکنه بومی گلوگاه خود را تات می‌نامند و زبان خود را زبان تاتی می‌نامند. به گفته محققین تات در زبان اهالی مازندران به معنی بومی، روستایی و یکجانشین می‌باشد و منظور از تات همان قوم طبری است و منظور از زبان تاتی همان زبان طبری می‌باشد.